# 剑王朝 (电视剧)
《剑王朝》（英語：Sword Dynasty Fantasy Masterwork），2019年爱奇艺自制中国大陆古装武侠电视剧，改编自无罪同名小说，由冯小刚擔任藝術监制，李现、李一桐主演。2017年12月28日于横店影视城开机，2018年4月1日全剧组杀青。於2019年12月6日在爱奇藝、愛奇藝台灣站、WeTV台灣站播出。

## 播出时间
| 频道         | 所在地   | 播出日期      | 播出时间                  | 备注         |
| ------------ | -------- | ------------- | ------------------------- | ------------ |
| 爱奇艺       | 中国大陆 | 2019年12月6日 | 每週五至週日20：00更新2集 | vip抢先看6集 |
| 愛奇藝台灣站 | 臺灣     | 2019年12月6日 | 每週五至週日20：00更新2集 | vip抢先看6集 |
| WeTV         | 臺灣     | 2019年12月6日 | 每週五至週日20：00更新2集 |              |
| 愛爾達綜合台 | 臺灣     | 2020年6月26日 | 星期一至五 20:00 - 21:00  |              |

## 演员表

### 主要人物
| 演员             | 角色               | 简介 | 备注 |
| 李 现 童年：边程 | 丁宁               | 最後到達九境 蘅国都風鳴的市井少年，每天所想的却是颠覆大蘅王朝，身懷九死蠶神功， 小处能细致入微，大处能纵览全局，能观人所不能观。 亢阳难返之身，五脏之气过盛，若无续命之法，活不长久。 为了得到岷山剑宗的续天神诀，进入白羊洞修炼，通过了岷山剑会，得到续天神决。實為梁惊梦。後得到大刑劍修為達到九境，殺了叶甄，為了大蘅百姓，放下仇恨。 默默愛著長孫淺雪 |      |
| 李一桐           | 长孙浅雪／公孙浅雪 | 七境 梧桐落酒鋪掌櫃，（不擅廚藝製酒,常遭丁寧嫌棄），旧贵族长女，昔日蘅王朝最大的权贵门阀公孙氏的长女。公孙氏在变法中被蘅王所灭。 冷艳型轻熟女，不喜欢说话，认死理。 执九幽冥王剑，着装最普通的素色麻衣，哪怕表情嗔怒、神情冰冷，依旧倾国倾城，後得知丁寧是梁驚夢。 喜欢上丁宁，过后被叶甄重伤不治                                                         |      |

### 蘅國
| 演员   | 角色      | 简介 | 备注                                 |
| 刘奕君 | 元武      | 蘅國大王，修為八境。 立志收歸天下，令百姓安居，免遭戰爭之苦。 十年前夥同叶甄背叛梁惊梦。後在爭奪大刑劍時得知丁寧是梁驚夢.為天下太平，丁宁沒殺死他   | 原作中名為元武皇帝                   |
| 姚笛   | 叶甄      | 蘅國王后，修為七境(習假的續天神訣走火入魔,修為八境)。 蘅國梟中郡的繼承者，原為梁惊梦的未婚妻。 十年前夥同元武背叛梁惊梦。 最後死於丁宁的大刑劍      | 原作中名為郑袖。                     |
| 赵圆瑗 | 夜策冷    | 陳玄之妻 蘅國監天司司首。梁惊梦徒弟，修為七境中品。 負責調查風鳴要案，因其巴山弟子身份，經年不得重用。 為救林煮酒，被梁聯偷袭背后所殺               |                                      |
| 张明明 | 陈玄      | 夜策冷之夫 蘅國神督監監首。 負責監察大小官員，大浮水牢看守者。 在意夜策冷，明知她是巴山弟子的情況下，依舊數次協助於她。和丁寧合作給假续天神决給叶甄 | 将原作中“陈则”與“申玄”兩個人物合併。 |
| 李路琦 | 莫青宮    | 蘅國神督監，陈玄下屬。 |                                      |
| 余芷蕙 | 商大小姐  | 商家被蘅王灭门，选择在风鸣水下潜行，伺机复仇。 鱼市的掌權人。                                                                                       |                                      |
|        | 孫病      | 鱼市管家，伴随商家大小姐左右。 拄着黑竹杖，七境修为。 曾於魚市救過丁寧。                                                                            |                                      |
| 胡健   | 王太虚    | 江湖门派两层楼的主人。 因识得丁宁的才华，与其交好。 得丁宁相助成为江湖龙头，亦多次帮助丁宁。                                                        |                                      |
| 刘怡潼 | 元子初    | 蘅国太子。被皇兄元子翰陷害，中蠱毒而亡 | 原作中並無此人。                     |
| 杜憬仪 | 容宫女    | 叶甄侍女。 後被姜黎所殺。 |                                      |
| 姚清仁 | 厉相      | 蘅国兩大丞相之一。 |                                      |
| 劉泊瀟 | 方侯/方餉 | 大蘅十一侯當中修為最高者，七境上品。跟練英一戰廢了些修為                                                                                            |                                      |
| 马敬涵 | 梁联      | 巴山劍場叛徒，蘅国西北虎狼军主帅，修為七境。 与云水宫势力互相利用。 之后与薛忘虚一战中不敌，身受重伤，再难精进。白山水和公孫淺雪合作殺梁聯          |                                      |
| 韩朔   | 祈潑墨    | 虎狼軍軍師，梁聯下屬。被梁聯所殺 |                                      |
| 倪新宇 | 宋神书    | 經史庫司庫官，修為三境上品。 巴山劍場叛徒，於第一集被丁宁處決。                                                                                     |                                      |
| 孙征宇 | 獨孤侯    | 大蘅十一侯當中修為最低，六境修為。 於第一集死於淺雪的磨石劍法。                                                                                     |                                      |
| 佟雪冰 | 南宮傷    | 巴山劍場叛徒，拿孩童性命煉製丹藥。 於第十集死於淺雪的磨石劍法。                                                                                     |                                      |

### 修行者
| 演员   | 角色       | 简介 | 备注                          |
| 何润东 | 梁惊梦     | 巴山劍場劍首，修為七境，丁宁的前世。 武功高強，德才兼備，譽滿江湖，被陷害而亡。 | 天下剑首。 原作中名為王惊梦。 |
| 卢庆辉 | 林煮酒     | 巴山劍場軍師，梁惊梦摯友。 被囚禁於大浮水牢十年，後被長孫淺雪等人救出。為天下救蘅王而最後自盡 |                               |
| 李光复 | 薛忘虚     | 白羊洞洞主，丁寧的恩師之一。 忍辱一生，後為救丁寧，与梁联一战，修为尽失。 在岷山劍會中因與叶甄的約定而被容宮女刺殺。                                                                                              |                               |
| 高毅   | 李道机     | 薛忘虚師弟，姜黎等人師叔。 白羊洞修为最高的几人之一，韩人。 对丁宁刮目相看后去鱼市给丁宁买来末花残剑一柄。 |                               |
| 刘凯   | 姜黎       | 白羊洞的大师兄。 为人君子，性格宽厚，典型的老好人。 在岷山劍會時受傳為白羊洞洞主。 | 原作中名為张仪。              |
| 孙绍龙 | 孙醒／孙烈 | 白羊洞二师兄。 心胸狭隘，漠视真情。 被丁宁打败之后，右臂被废。在岷山劍會中欲偷襲丁寧被凈琉璃刺死。 | 原作中名為苏秦。              |
| 陳庭萱 | 南宫采菽   | 青藤剑院弟子，其父是镇守离石郡的大将。 因丁宁的指导而跨过修行上的关隘，将丁宁当作了至交好友。 |                               |
| 刘海蓝 | 谢柔       | 青藤剑院弟子，关中巨富谢家的长女，谢长胜的姐姐。 在青藤剑院祭剑试炼开始前为了讥讽谢长生豪赌的行为，说下若丁宁一月练气便嫁给他的话，其后为兑现诺言，削发立誓，非其不嫁。救丁寧而亡                                 |                               |
| 肖旭   | 谢长胜     | 青藤剑院弟子，关中巨富谢家之人，谢柔的弟弟。 经常一掷千金，受姐姐谢柔的管制。 是南宫采菽，徐鹤山的好友。 曾觉得谢长胜叫起来俗得很，便自己改名叫谢长生，被谢柔知晓后恢复本名。                                     |                               |
| 杨子骅 | 狄青眉     | 青藤剑院院长，六境上品修为多年无长进。 为人冥顽，与薛忘虚交谈中逐渐豁达领悟。 |                               |
| 苑航铭 | 何朝夕     | 青藤剑院最强的学生，无时不刻不在修炼。 行动派，不多浪费时间，后与丁宁成为好友。 |                               |
| 张维娜 | 白山水     | 千國雲水宮宮主，修為七境。 掌握着“孤山剑藏”的线索。 本名白露，实为女儿身，佩剑为白山黑水剑。 曾短暫與梁联合作過。和公孫淺雪合作殺梁聯引退                                                                         |                               |
| 冯阳   | 樊卓       | 白山水的师兄兼剑侍，六境修为。 為救白山水被梁聯所杀。 |                               |
| 刘璐   | 赵四       | 烈國人，修為七境。 剑炉里第四个入门，被人称为赵四先生，是被公认为所有剑炉真传弟子里境界最高的。 本名赵妙，实为女儿身。 在師弟趙斬死後，從他的遺物中找到另一份“孤山剑藏”的線索。死於叶甄重傷而亡把孤山劍藏交給丁宁 |                               |
| 吴迪   | 赵斩       | 烈国剑炉第七徒，使用两尺有余的赤红色小剑，修為七境中品。 被夜策冷击杀，赵斩被杀后烈国剑炉剩余真传弟子三名。 |                               |
| 宗峰岩 | 百里素雪   | 岷山剑宗宗主，曾是梁惊梦挚友，修為七境。被叶甄杀死 |                               |
| 夏星翎 | 净琉璃     | 岷山剑宗弟子，天赋异禀，被称为岷山剑宗的怪物。 修习大自在剑诀。 |                               |
| 何中华 | 拓跋无愁   | 灵虚剑门掌门人。大刑劍守護者 |                               |

### 其他國
| 演员   | 角色   | 简介 | 备注 |
| 杨彤   | 骊陵君 | 贤国王子，被賢王当作人质去换取蘅王朝的城池。 在風鳴不到十年的时间里，已然成为了一名举足轻重的大人物。门下食客过千，其中修行者数百。 曾希望通过长孙浅雪来讨好賢王，被丁宁拒绝丢了面子后，想置丁宁于死地。 |      |
| 寇振海 | 练英   | 默国丞相。跟方侯一戰而亡 |      |

## 音乐原声
- 《出鞘》方羌羌 陈斐 金志文 片头曲
- 《慷然歌》熊汝霖 孙楠 片尾曲
- 《浅雪》莫非定律MoreFee 李一桐 人物曲
- 《追究》周品 阿兰 插曲
- 《孤屿》石恩隆 插曲

## 網絡電影
- 《剑王朝之孤山剑藏》於2020年2月14日愛奇藝首播。由趙圓瑗、刘怡潼和張明明主演
- 《剑王朝之九境长生》於2020年3月17日愛奇藝首播。由肖旭、张维娜、刘海蓝主演